# Ralf Hoppe (Fußballspieler)
Ralf Hoppe (* 2. Januar 1966) ist ein ehemaliger deutscher Fußballspieler.

## Sportlicher Werdegang
Hoppe begann seine Karriere im mittleren Amateurbereich beim Kevelaerer SV, den der Stürmer 1988 in Richtung 1. FC Viersen verließ. In der drittklassigen Oberliga Nordrhein zeichnete er sich als regelmäßiger Torschütze aus, so dass im Sommer 1991 der vormalige Ligakonkurrent und Zweitligaaufsteiger FC Remscheid ihn unter Vertrag nahm. Am fünften Spieltag der Zweitligaspielzeit 1991/92 – aufgrund der Wiedervereinigung Deutschlands wurde zunächst in zwei regionalen Staffeln regulär mit Hin- und Rückrunde sowie anschließend in jeweils einer Auf- respektive Abstiegsrunde getrennt gespielt – debütierte er bei einem 0:0-Remis gegen den FC St. Pauli in der Startelf, es folgten sechs weitere Kurzeinsätze als Einwechselspieler während der regulären Spielzeit. In der Abstiegsrunde sicherte sich der Klub den Klassenerhalt, Trainer Detlef Pirsig setzte ihn dabei lediglich als Einwechselspieler für Peter Gemein beim 2:0-Erfolg über Blau-Weiß 90 Berlin ein.
Nach einem Jahr in der 2. Bundesliga kehrte Hoppe in die Oberliga Nordrhein zurück, wo er für den SC Jülich auflief. Am Ende der Spielzeit 1992/93 stieg er mit dem Klub in die Verbandsliga Mittelrhein ab. Als Vizemeister der Spielzeit 1993/94 hinter dem TuS 08 Langerwehe qualifizierte er sich mit dem Klub wieder für die Oberliga, die aufgrund der parallel Einführung der Regionalligen jedoch ebenfalls nur die vierthöchste Spielklasse war. Hoppe wechselte im Sommer 1994 innerhalb der Spielklasse zum Konkurrenten Preussen Krefeld. Später beendete er beim 1. FC Mönchengladbach in der Landesliga seine aktive Laufbahn.
Als Trainer war Hoppe bei verschiedenen Klubs tätig. War er zunächst bei seiner letzten Spielstation 1. FC Mönchengladbach anfangs auch parallel zur aktiven Karriere Jugendtrainer, so stand er anschließend bei verschiedenen unterklassigen Amateurklubs insbesondere im Großraum rund um Krefeld, wo er hauptberuflich im Vertrieb tätig war, an der Seitenlinie. Unter anderem trainierte er dabei den Linner SV in der Landesliga sowie den Bezirksligisten Hülser Sportverein.